# Aristokrates
Aristokrates, (på grekiska Ἀριστοκράτης;) född ca 465 f.Kr. i Aten, död oktober/november 406 f.Kr. i Aten, var en atensk politiker och flerfaldigt utsedd strategos (på grekiska στρατηγός, "ledare för hären") vars verksamma år sammanföll med den senare delen av det peloponnesiska kriget. Aristokrates levnadsbana kom således att bli sammanbunden med flera av de avgörande momenten både i den långdragna konflikten mellan Aten och Sparta och i den atenska politikens inhemska omständigheter.

## Biografi
Aristokrates nämns första gången i källorna av Thukydides i hans verk "Historia om det peloponnesiska kriget". Där förekommer han en av de sjutton atenska sändebud vilka besvor och offrade till förmån för den så kallade Nikiasfreden vilken kom till stånd mellan Aten och Sparta år 421 f.Kr..
Först sju år senare, 414 f.Kr., förekommer Aristokrates namn i en ordlek i Aristofanes pjäs "Fåglarna".
Han återkommer i källorna, 412 f.Kr., som general för den atenska flottstyrka som vid tillfället sänts till Kios. Rykten om att öns befolkning hade rest sig och nu med Spartas hjälp försökte bryta sig loss ur det delisk-attiska sjöförbundet, vilket vid tiden fungerade främst som ett atenskt imperium, hade föranlett denna expedition. Vid åsynen av den atenska expeditionsstyrkan under Aristokrates skänker Kios därvid sju triremer inklusive deras besättningar som gisslan till Aten för att bedyra sin fortsatta trohet. På vägen tillbaka till Attika från detta möte stöter den atenska styrkan ihop med en spartansk flotteskader. I den följande striden, som utspelar sig vid Pireus (Korinth), segrar den atenska sidan (under befäl av Aristokrates). Den spartanske generalen Alkamenes stupar i striden.
Efterföljande år (411 f.Kr.) var Aristokrates delaktig i den Atenska kuppen 411 f.Kr. också känd som De 400. Under dessa händelser som främst är skildrade av Thukydides och den senare Diodoros Sikolos framstår Aristokrates tillsammans med den mer kände Theramenes (vars far Hagnon tillsammans med Aristokrates varit en av delegaterna år 421 f.Kr.) som ledare för den moderata falangen av de aristokratiska revolutionärerna. Detta senare ställningstagande leder fram till en öppen konflikt, direkt iscensatt av Aristokrates som vid tillfället var taxiarch i Aten, mellan moderata och mer radikala revolutionärer. Konfrontationen slutar med de förras seger varpå de fyra hundras råd på Aristokrates och Theramenes initiativ ersätts med de fem tusens.
Aristokrates omnämns nästa gång år 410 f.Kr. Vid det tillfället är det som strateg för delar av den atenska flottan på Samos. Det är inte känt vilka operationer han deltog i under detta år.
Därefter dröjer det återigen ett par år, fram till 407 f.Kr. innan Aristokrates namn återigen kommer till ytan. Även denna gång omnämns han som strateg, nu underställd Alkibiades i samband med dennes tillfälliga återkomst i atensk politik. Som sådan är han ansvarigt befäl, tillsammans med Adeimantos, när den atenska hären besegrar den revolterande befolkningen utanför Gaurion på ön Andros. Det mesta av motståndet massakreras varpå man upprepade gånger försöker storma staden. Man får dock nöja sig med att upprätta en permanent belägring varefter Aristokrates avseglar tillsammans med den resterande delen av flottan. Därefter härjas och plundras öarna Rhodos och Kos.
Efter det besvärande atenska nederlaget vid Notion senare samma år avsätts Alkibiades en andra gång. Aristokrates kommer då att ingå i den grupp av tio (Konon, Diomedon, Leon, Perikles (ii), Aristokrates, Erasinides, Archestratos, Protomachos, Thrasyllos och Aristogenes) självständiga strateger som utses i hans ställe. Aristokrates är senare under 406 f.Kr. en av de åtta generaler som deltar i slaget vid Arginosai mot den spartanska flotta som där framförs av Kallikratidas. Aristokrates för under drabbningen befäl över den yttre vänstra flanken, vilket innebär att hans avdelning står mitt emot Kallikratidas, vilken själv mister livet i drabbningen. I den efterföljande rättsprocess som tar vid i hemstaden, trots att Aten stått som triumferande segrare i slaget, döms senare Aristokrates tillsammans med fem andra generaler till döden.

## Födelse och Familj
Aristokrates födelseår är osäkert och brukar sättas mellan 470 f.Kr. och 455 f.Kr. Hans deltagande i fredsundertecknandet år 421 f.Kr. kräver emellertid att han måste ha varit född allra senast år 461 f.Kr. (Atensk lag krävde att en man skulle vara fyrtio år fyllda för att få representera staden i viktiga göromål.) Samtidigt innebär det faktum att han var vald till strateg 406 f.Kr. att han måste ha varit född efter år 466 f.Kr. Detta eftersom en atensk man inte förväntades inneha några officiella poster efter sextio års ålder. 
Aristokrates stammade av allt att döma ur en atensk släkt med gamla anor och högt anseende. Familjen tillhörde stammen, fylen (phylai), Kekropis. Det är sannolikt att familjen också räknades in i den högsta av Solons egendomsklasser. Säkert är i alla fall att familjen var belagd med liturgiska plikter i Aten. Platon omnämner vidare Aristokrates i egenskapen av att ha genomfört ett stort offer till templet i Delfi. Det skulle i så fall tyda på att familjen besatt en ansenlig rikedom. Utöver Aristokrates själv är påtagligt lite känt om övriga medlemmar av familjen. Släktträdet sträcker sig tillbaka till farfaderns far, Skellias (I), via farfadern Aristokrates (I) till fadern Skellias (II) men ingenting är känt om dessa familjemedlemmar utöver deras namn. Inte heller några barn är kända för Aristokrates själv. Däremot nämner källorna en bror vid namn Epichares (I) som enligt tradition anses vara farfadern till den kände talaren Demosthenes vilken själv omnämner Aristokrates i sitt tal "Mot Theokrines". Inga kvinnor i familjen är kända.